# François Coulombe-Fortier
François Coulombe-Fortier (Alma, 15 de noviembre de 1984) es un deportista canadiense que compitió en taekwondo. Ganó una medalla en los Juegos Panamericanos de 2011, y dos medallas en el Campeonato Panamericano de Taekwondo en los años 2004 y 2010.

## Palmarés internacional
| Juegos Panamericanos    | Juegos Panamericanos            | Juegos Panamericanos | Juegos Panamericanos |
| Año                     | Lugar                           | Medalla              | Categoría            |
| ----------------------- | ------------------------------- | -------------------- | -------------------- |
| 2011                    | Guadalajara (México)            | Medalla de bronce    | +80 kg               |
| Campeonato Panamericano |                                 |                      |                      |
| Año                     | Lugar                           | Medalla              | Categoría            |
| 2004                    | Santo Domingo (Rep. Dominicana) | Medalla de bronce    | –78 kg               |
| 2010                    | Monterrey (México)              | Medalla de oro       | –87 kg               |